# Грун, Роберт
Роберт Грун (нидерл. Robert Jacques "Rob" Groen, род. 18 февраля 1938 – Ноябрь 2018) — голландский гребец, призёр чемпионата Европы по академической гребле 1963 и 1964 года.

## Биография
Роберт Грун родился 18 февраля 1938 года в городе Амстердам, Северная Голландия. Тренировался на базе клуба «Aegir» в Гронингене. В 1968 году закончил бакалавриат университета Гронингена по специальности — бизнес администрирование. В 1972 году здесь же окончил магистратуру по специальности «Бухгалтерское дело».
Первая медаль в карьере Груна была добыта на чемпионате Европы по академической гребле 1963 года, что проходил в Копенгагене, Дания. В финальном заплыве одиночек он занял второе место, обогнав соперника из ФРГ (3-е место), но уступив первенство гребцу из Чехословакии (1-е место).
Вторая серебряная медаль в активе Груна была добыта на чемпионате Европы по академической гребле 1964 года в Амстердаме. С результатом 7:08.02 в финале заплыва одиночек он занял второе место, уступив первенство сопернику из СССР (7:05.19 — 1-е место).